# Дом Товарищества резиновой мануфактуры «Треугольник»
Дом Товарищества резиновой мануфактуры «Треугольник» расположен в Москве, в пределах Садового кольца, по адресу улица Маросейка, дом 12, стр. 1. Памятник градостроительства и архитектуры.

## История
Дом № 12, стр. 1 — здание Товарищества российско-американской резиновой мануфактуры «Треугольник» (1914—1916, архитектор М. С. Лялевич.).

## Архитектура
Четырёхэтажный дом Товарищества отличается строгим и монументальным внешним видом: 
это уникальный для Москвы образец смешения северного модерна с неоклассицизмом, характерный скорее для Санкт-Петербурга. Здание окрашено в серые цвета, первый этаж эффектно рустован. Центральный фасад выделяется высокими арочными проёмами окон на уровне 2-4 этажей, которые разделены парными колоннами с капителями ионического ордера.
Каждый проём венчается стилизованным замковым камнем со скульптурным изображением греческой богини войны, стратегии и мудрости — Афины.

## Использование
Хотя основное производство компании-основного поставщика резины для автотранспорта и авиационной промышленности, официально закрепившей в 1908 году за собой название «Треугольник», было размещено в Петербурге, компания также владела и фабрикой резиновых изделий в Москве.
В 1914-1916 годах для размещения московской администрации Товарищества по проекту архитектора Мариана Лялевича на Маросейке было выстроено административное здание. Согласно описи, им владели братья Сергей и Василий Берги - крупные промышленники и меценаты.
После октябрьской революции использовалось как административное здание: здесь располагался «Резинотрест», затем Научно-исследовательский институт резиновой промышленности, Министерство химической промышленности СССР, Федеральная служба налоговой полиции, Федеральная служба по контролю за оборотом наркотиков.
В настоящее время здание занимает Федеральная служба войск национальной гвардии Российской Федерации.

## Интересные факты
- По своему внешнему виду, здание весьма похоже на торговый дом Мертенса, построенный Лялевичем в 1911-1912 годах на Невском проспекте (СПб).
- На здании установлена мемориальная доска в честь министра машиностроения Советского Союза Вячеславу Бахиреву, в котором он работал с 1968 по 1987 годы[3].